# Rivière Mistassini
Der Rivière Mistassini ist ein Fluss in der Verwaltungsregion Saguenay–Lac-Saint-Jean in Zentral-Québec in Kanada.

## Flusslauf
Er mündet in den nordwestlichen Teil des Lac Saint-Jean. Er hat eine Länge von 298 km und ein Einzugsgebiet von 21.900 km². Sein Ursprung liegt zwischen Lac Eau Froide und Lac de Vau im Norden von Rivière-Mistassini.
Trotz seines Namens liegt der Lac Mistassini nicht im Einzugsgebiet des Rivière Mistassini, jedoch ca. 80 km westlich seiner Quelle. Der Rivière Mistassini wird oft mit seinem fast gleichlautenden linken Nebenfluss Rivière Mistassibi verwechselt.
Der Oberlauf des Rivière Mistassini ist gekennzeichnet durch eine Folge von Stromschnellen und Wasserfällen. Nur die letzten 25 km ab Dolbeau-Mistassini bis zu seiner Mündung sind schiffbar. Zu seinen Zuflüssen zählen der Rivière Papillon, der Rivière des Framboises, der Rivière aux Rats sowie der Rivière Mistassibi. Die Letzteren beide münden in den Rivière Mistassini bei Dolbeau-Mistassini von Osten kommend.

## Geschichte
Während des 17. Jahrhunderts und in der ersten Hälfte des 18. Jahrhunderts wurde der Rivière Mistassini als einer von sechs Hauptzugangswegen zum Lac Mistassini betrachtet. Auf einer Landkarte von Louis Joliet aus dem Jahre 1679 trägt der Fluss den Namen Kakigoua, was so viel heißt wie „dort, wo der Sand rechtwinklig geschnitten ist“. Später bekam der Fluss den Namen Rivière aux Sables („Sandfluss“) auf Landkarten von Laure 1731 und 1732, sowie von Jean-Baptiste Bourguignon d’Anville aus dem Jahre 1755 und von Jacques-Nicolas Bellin aus dem Jahr 1764. Während seiner Reise 1792 gab der Botaniker André Michaux dem Fluss seinen heutigen Namen. Wahrscheinlich wurde diese Bezeichnung 1825 erstmals zu topografischen Zwecken genutzt. In diesem Jahr vergab Pascal Taché, Lord von Kamouraska, offiziell diesen Flussnamen.
Der prominente kanadische Paläontologe Diamanto DeParkington entdeckte 1992 nahe dem Rivière Mistassini Knochen des Allosaurus. Diese sind im Britischen Museum ausgestellt.